# Obanazawa
Obanazawa (Japans: 尾花沢市, Obanazawa-shi) is een stad in de prefectuur Yamagata in het noorden van Honshu, Japan. De stad heeft een oppervlakte van 372,32 km² en begin 2008 bijna 20.000 inwoners.

## Geschiedenis
Op 1 oktober 1954 werd de gemeente Obanazawa (尾花沢町, Obanazawa-machi) samengesteld uit de oude gemeente Obanazawa plus een viertal dorpen.
Obanazawa werd op 10 april 1959 een stad (shi).

## Bezienswaardigheden
- Ginzan Onsen

## Verkeer
Obanazawa ligt aan de Ōu-hoofdlijn van de East Japan Railway Company.
Obanazawa ligt aan de Tōhoku-Chuo-snelweg en aan de autowegen 13 en 347.

## Geboren in Obanazawa
- Kotonowaka Terumasa (sumoworstelaar)

## Aangrenzende steden
- Higashine
- Murayama